# USSF Division 2 Professional League
Die USSF Division 2 Professional League (D2 Pro League) war eine professionelle Fußballliga und wurde 2010 von der USSF, dem Fußballverband der Vereinigten Staaten, gegründet. Sie wurde nur eine Saison lang ausgetragen und ersetzte in der Zeit die USL First Division. Im US-amerikanischen und kanadischen Fußballsystem übernahm die D2 Pro League die zweite Ebene nach der Major League Soccer.

## Geschichte
Am 27. August 2009 gab der US-amerikanische Sportartikelanbieter Nike bekannt, seine Beteiligung an der United Soccer Leagues an die Investmentfirma NuRock zu verkaufen. Damit entschied sich das Unternehmen gegen ein Angebot von Jeff Cooper, Vorsitzender der St. Louis Soccer United, und weiteren Teambesitzern der USL First Division. Enttäuscht über den Verkauf und Unzufrieden mit der aktuellen Situation der Liga, entschied sich die Gruppe um Cooper zur Gründung einer neuen Liga. Diese sollte eine Reinkarnation der North American Soccer League sein.
Es begann ein Rechtsstreit zwischen der USL und der neuen NASL. Nach Intervention der USSF wurden die Klagen fallen gelassen.
Drei der Mannschaften, die an der neuen NASL teilnehmen wollten, hatten noch gültige Verträge mit der USL. Somit hätte die USL First Division 2010 nur aus sechs Mannschaften bestanden, was für einen vernünftigen Ligabetrieb zu wenig war. So stellte die United States Soccer Federation erstmals für eine Saison eine Liga aus zwölf Mannschaften zusammen: sechs von USL und sechs von der NASL. Die Liga wurde in eine USL Conference und in eine NASL Conference aufgeteilt. Alle Mannschaften spielen aber gegeneinander.

## Mannschaften
| Mannschaft               | Stadt          | Stadion                       |                |                |
| USL Conference           | USL Conference | USL Conference                | USL Conference | USL Conference |
| ------------------------ | -------------- | ----------------------------- | -------------- | -------------- |
| Austin Aztex             | Austin, TX     | House Park                    |                |                |
| Minnesota Stars FC       | Blaine, MN     | National Sports Center        |                |                |
| Portland Timbers         | Portland, OR   | PGE-Park                      |                |                |
| Puerto Rico Islanders FC | Bayamón, PR    | Estadio Juan Ramón Loubriel   |                |                |
| Rochester Rhinos         | Rochester, NY  | Marina Auto Stadium           |                |                |
| Tampa Bay Rowdies        | Tampa, FL      | George M. Steinbrenner Field  |                |                |
| NASL Conference          |                |                               |                |                |
| Carolina RailHawks       | Cary, NC       | WakeMed Soccer Park           |                |                |
| Crystal Palace Baltimore | Baltimore, MD  | UMBC Stadium                  |                |                |
| Fort Lauderdale Strikers | Miami, FL      | FIU Stadium, Lockhart Stadium |                |                |
| Montreal Impact          | Montreal, QC   | Stade Saputo                  |                |                |
| AC St. Louis             | St. Louis, MO  | Anheuser-Busch Center         |                |                |
| Vancouver Whitecaps      | Burnaby, BC    | Swangard Stadium              |                |                |

## Format
Mit Einführung der Liga wurde ein neues Spielverfahren angewandt. Die Mannschaften wurden, unabhängig ihrer Conference-Zugehörigkeit, in sogenannte „pods“ (Töpfe) aufgeteilt. Dieses resultiert aus der Entfernung zwischen den einzelnen Mannschaften.
Die Mannschaften, die sich im gleichen „pod“ befinden, spielen insgesamt viermal gegeneinander, zwei Heim- und zwei Auswärtsspiele. Weiterhin bestreitet jede Mannschaft gegen eine Mannschaft aus einem anderen „pod“ auch vier Spiele. Gegen den Rest werden nur zwei Spielen ausgetragen. So kommt jedes Team auf insgesamt 30 Spiele.
Am Ende der Regular Season werden die Play-offs im K.O.-System ausgetragen. Die jeweiligen Sieger der Conferences qualifizieren sich automatisch für die Play-offs. Die weiteren sechs Mannschaften werden an Höhe ihrer Punktzahl zugelost.
Pod 1:
- Minnesota Stars
- Portland Timbers
- AC St. Louis
- Vancouver Whitecaps

Pod 2:
- Crystal Palace Baltimore
- Carolina RailHawks
- Montreal Impact
- Rochester Rhinos

Pod 3:
- Austin Aztex
- Miami FC
- Puerto Rico Islanders
- Tampa Bay Rowdies

## Saison 2010

### NASL Conference
| Platz | Verein                   | Spiele | T+ | T- | TD  | Punkte |
| ----- | ------------------------ | ------ | -- | -- | --- | ------ |
| 1     | Carolina RailHawks       | 30     | 44 | 32 | +12 | 47     |
| 2     | Vancouver Whitecaps      | 30     | 32 | 22 | +8  | 45     |
| 3     | Montreal Impact          | 30     | 36 | 30 | +6  | 43     |
| 4     | Miami FC                 | 30     | 37 | 49 | −12 | 33     |
| 5     | AC St. Louis             | 30     | 32 | 48 | −16 | 29     |
| 6     | Crystal Palace Baltimore | 30     | 24 | 55 | −31 | 24     |

Letzte Änderung am 3. Oktober 2010
| Der erste der Conference ist automatisch für die Play-offs qualifiziert                               |
| Die letzten sechs Teilnehmer an den Play-offs, ergeben sich aus den punktbesten aller 12 Mannschaften |

### USL Conference
| Platz | Verein                | Spiele | T+ | T- | TD   | Punkte |
| ----- | --------------------- | ------ | -- | -- | ---- | ------ |
| 1     | Rochester Rhinos      | 30     | 38 | 24 | +14  | 54     |
| 2     | Austin Aztex          | 30     | 53 | 40 | +13  | 53     |
| 3     | Portland Timbers      | 30     | 34 | 23 | + 11 | 49     |
| 4     | Minnesota Stars       | 30     | 32 | 36 | −4   | 40     |
| 5     | Puerto Rico Islanders | 30     | 37 | 35 | + 2  | 37     |
| 6     | Tampa Bay Rowdies     | 30     | 41 | 46 | −5   | 32     |

Letzte Änderung am 3. Oktober 2010
| Der erste der Conference ist automatisch für die Play-offs qualifiziert                               |
| Die letzten sechs Teilnehmer an den Play-offs, ergeben sich aus den punktbesten aller 12 Mannschaften |

### Play-offs
Die Ergebnisse sind die jeweiligen Endresultate nach Hin- und Rückspiel.

| Viertelfinale | Viertelfinale         | Viertelfinale                  |   |                       | Halbfinale | Halbfinale | Halbfinale |  |  | Finale | Finale | Finale |
|               |                       |                                |   |                       |            |            |            |  |  |        |        |        |
| 1             | Rochester Rhinos      | 2                              |   |                       |            |            |            |  |  |        |        |        |
| 8             | Puerto Rico Islanders | 3                              |   |                       |            |            |            |  |  |        |        |        |
| 8             | Puerto Rico Islanders | 3                              | 5 | Vancouver Whitecaps   | 0          |            |            |  |  |        |        |        |
|               |                       |                                | 5 | Vancouver Whitecaps   | 0          |            |            |  |  |        |        |        |
|               | 8                     | Puerto Rico Islanders n. Verl. | 2 |                       |            |            |            |  |  |        |        |        |
| 4             | 8                     | Puerto Rico Islanders n. Verl. | 2 | Portland Timbers      | 1          |            |            |  |  |        |        |        |
| 4             |                       |                                |   | Portland Timbers      | 1          |            |            |  |  |        |        |        |
| 5             | Vancouver Whitecaps   | 2                              |   |                       |            |            |            |  |  |        |        |        |
| 5             | Vancouver Whitecaps   | 2                              | 8 | Puerto Rico Islanders | 2          |            |            |  |  |        |        |        |
|               |                       |                                |   | Puerto Rico Islanders | 2          |            |            |  |  |        |        |        |
|               | 2                     | Carolina RailHawks             | 1 |                       |            |            |            |  |  |        |        |        |
| 3             | 2                     | Carolina RailHawks             | 1 | Austin Aztex          | 2          |            |            |  |  |        |        |        |
| 3             |                       |                                |   | Austin Aztex          | 2          |            |            |  |  |        |        |        |
| 6             | Montreal Impact       | 5                              |   |                       |            |            |            |  |  |        |        |        |
| 6             | Montreal Impact       | 5                              | 2 | Carolina RailHawks    | 2          |            |            |  |  |        |        |        |
|               |                       |                                | 2 | Carolina RailHawks    | 2          |            |            |  |  |        |        |        |
|               | 6                     | Montreal Impact                | 1 |                       |            |            |            |  |  |        |        |        |
| 2             | 6                     | Montreal Impact                | 1 | Carolina RailHawks    | 4          |            |            |  |  |        |        |        |
| 2             |                       |                                |   | Carolina RailHawks    | 4          |            |            |  |  |        |        |        |
| 7             | Minnesota Stars       | 0                              |   |                       |            |            |            |  |  |        |        |        |

### Spielerauszeichnungen
- Most Valuable Player: Ryan Pore (Portland Timbers)
- Torschützenkönig: Ryan Pore (Portland Timbers)
- Verteidiger des Jahres: Greg Janicki (Vancouver Whitecaps)
- Torwart des Jahres: Jay Nolly (Vancouver Whitecaps)
- Bester Nachwuchsspieler: Maxwell Griffin (Austin Aztex)

### Elf der Saison
- Sturm: Eddie Johnson (AUS), Ali Gerba (MON)
- Mittelfeld: Ryan Pore (POR), Martin Nash (VAN), Jamie Watson (AUS), Paulo Araujo Jr. (MIA), Daniel Paladini (CAR)
- Abwehr: Greg Janicki (VAN), Aaron Pitchkolan (ROC), Troy Roberts (ROC)
- Torwart: Jay Nolly (VAN)